# Haplognathia belizensis
Haplognathia belizensis är en djurart som tillhör fylumet käkmaskar, och som beskrevs av Wolfgang Sterrer 1998. Haplognathia belizensis ingår i släktet Haplognathia och familjen Haplognathiidae. Inga underarter finns listade i Catalogue of Life.